# Stockport (Ohio)
Pour les articles homonymes, voir Stockport (homonymie).
Stockport est un village américain situé dans le comté de Morgan, dans l'Ohio. Selon le recensement de 2010, sa population est de 503 habitants.